# 篠田善之
篠田 善之（しのだ よしゆき、1971年6月18日 - ）は、山梨県甲府市出身の元プロサッカー選手、サッカー指導者（JFA 公認S級コーチ）。現役時代のポジションはミッドフィールダー（主にボランチ）。

## 来歴

### 選手時代
山梨県立機山工業高等学校を卒業後、1年間のみ地元の甲府サッカークラブ（現 ヴァンフォーレ甲府）でプレーし、中京大学に進学。大学卒業後の1995年、当時ジャパンフットボールリーグに所属していた福岡ブルックス（現 アビスパ福岡）に練習生として入団。以後、プロとしてのキャリア全てを福岡で過ごす。
Jリーグ初得点は1999年の浦和戦、記憶に残るロングシュートであった（J1長距離ゴール史上4位）。ブルックス時代からの生え抜きボランチで福岡に最も長く在籍し、1999年と2003年には主将を務めた。また選手会長も務め、サポーターからは「ミスターアビスパ」と呼ばれ チームリーダー的存在であった。
2003年、「飛躍」に選ばれた選手の一人である。「飛躍」はリーグ創設10周年に当たる2003年、当時のJリーグ28クラブから代表選手1名とゴスペラーズによる日本プロサッカーリーグオフィシャルソングである。
2004年シーズン終了後、引退。Jリーグ通算203試合出場、10得点の成績を残した。

### 指導者時代
2005年にアビスパ福岡のホームタウン推進部コーチ、U-18コーチを務め、2006年にはトップチームのコーチに就任。2007年にはU-15コーチを務めた。
2008年から再びトップチームのコーチ復帰。同年7月にはトップで監督を務められるS級ライセンスを取得したが、直後に監督のピエール・リトバルスキーが解任され、ライセンス取得の翌日に監督に昇格した。2009年はクラブ史上最低の11位に終わったが、翌2010年は自らコーチを人選し、攻撃的でスピーディーなサッカーの浸透に成功。開幕から昇格候補の甲府に完勝するなど好調を維持し、新加入の永里源気が得点源となって千葉や東京Vとの三つ巴の争いを制し、3位で5年ぶりのJ1昇格を果たした。同年の天皇杯では、前身の福岡ブルックス以来15年ぶり、アビスパ福岡としては初のベスト8進出。2011年も引き続き福岡を指揮したが、財政難により戦力確保に難航したばかりか、主力選手の故障が相次いだことから、開幕9連敗、12戦連続未勝利を喫するなど低迷。7月2日の対甲府戦で念願のJ1初勝利を挙げたものの、以降も成績は好転せず、8月3日をもって解任された。
2012年よりFC東京コーチに就任。同年クラブは監督・ランコ・ポポヴィッチの下、AFCチャンピオンズリーグに臨んだが、篠田は国外遠征には帯同せず、ポポヴィッチ不在の間のチーム指揮を任された。その後もマッシモ・フィッカデンティ、城福浩と異なるスタイルの監督の下でコーチを務め チームを支えた。
2016年7月、城福解任に伴い監督に昇格。選手の強みを引き出し積極性を取り戻させるべく 強度の強い練習を敢行。選手の布陣・配置も修正し、チーム再建に尽力した。その手腕が認められ 同年11月には2017年の留任が発表された。
2017年は天皇杯・ルヴァンカップで敗退。リーグ戦でも10位に低迷していた9月10日に退任が発表された。
2018年、清水エスパルスのコーチに就任した。
2019年5月14日、監督を解任されたヤン・ヨンソンの後任として清水の監督に就任。
同年9月、9月のJリーグ最優秀監督賞受賞。
2020年、監督にピーター・クラモフスキーが就任したことに伴い、コーチに復帰。しかし、2022年に清水は年間17位でJ2降格が決定。これにより、コーチを退任。
2023年、古巣・甲府クラブを母体とした地元のヴァンフォーレ甲府の監督に就任。甲府がJ1時代から採用していた3バックシステムを4バックシステムへ移行させ、「堅守速攻」をテーマにショートカウンターサッカーを展開。シーズン開幕前のスーパーカップでは前年のJリーグ王者の横浜F・マリノスに善戦。クラブとして初めて臨んだACLはグループステージ初戦で豪州代表のメルボルンと引き分けてACL初の勝ち点を獲得。第2節でタイ代表のブリーラムを下しACL初勝利を挙げた。最終的には勝ち点10を獲得し、GSを首位で終え、J2クラブとして初のグループステージ突破(ベスト16)に導いた。リーグ戦では自動昇格を射程圏内に捉えながらも夏場に7試合勝ちなしと停滞。その後復調し、自力での昇格プレーオフ進出の可能性を残して迎えた最終節で山形との直接対決に敗れてプレーオフ進出を逃すも、ACLでの快進撃とリーグ戦での戦いぶりがを評価され、2024シーズンの続投が決定した。
2024年7月2日、契約解除により、ヴァンフォーレ甲府の監督を退任。
2025年1月1日、中国甲級リーグの南通支雲足球倶楽部の監督に就任。

## 人物・エピソード
- 自らの理想とする監督像としてディエゴ・シメオネを挙げている[31]。

## 所属クラブ
- 山梨県立機山工業高等学校 (現 山梨県立甲府城西高等学校) - 全国高校サッカー選手権大会2回出場
- 1990年 - 1991年 甲府サッカークラブ
- 1991年 - 1994年 中京大学 - インカレ4回出場
- 1995年 - 2004年 福岡ブルックス / アビスパ福岡[注 1]

## 個人成績
| 国内大会個人成績 | 国内大会個人成績 | 国内大会個人成績 | 国内大会個人成績 | 国内大会個人成績 | 国内大会個人成績 | 国内大会個人成績 | 国内大会個人成績  | 国内大会個人成績 | 国内大会個人成績 | 国内大会個人成績 | 国内大会個人成績 |
| 年度             | クラブ           | 背番号           | リーグ           | リーグ戦         | リーグ戦         | リーグ杯         | リーグ杯          | オープン杯       | オープン杯       | 期間通算         | 期間通算         |
| 年度             | クラブ           | 背番号           | リーグ           | 出場             | 得点             | 出場             | 得点              | 出場             | 得点             | 出場             | 得点             |
| 日本             | 日本             | 日本             | 日本             | リーグ戦         | リーグ戦         | JSL杯/ナビスコ杯 | JSL杯/ナビスコ杯  | 天皇杯           | 天皇杯           | 期間通算         | 期間通算         |
| ---------------- | ---------------- | ---------------- | ---------------- | ---------------- | ---------------- | ---------------- | ----------------- | ---------------- | ---------------- | ---------------- | ---------------- |
| 1990-91          | 甲府ク           | 28               | JSL2部           | 1                | 0                | 0                | 0                 |                  |                  |                  |                  |
| 1995             | 福岡B            | 41               | 旧JFL            | 0                | 0                | -                | -                 | 2                | 0                | 2                | 0                |
| 1996             | 福岡             | -                | J                | 14               | 0                | 3                | 0                 | 0                | 0                | 17               | 0                |
| 1997             | 福岡             | 23               | J                | 29               | 0                | 4                | 0                 | 3                | 0                | 36               | 0                |
| 1998             | 福岡             | 23               | J                | 6                | 0                | 1                | 0                 | 3                | 3                | 10               | 3                |
| 1999             | 福岡             | 6                | J1               | 27               | 2                | 2                | 0                 | 0                | 0                | 29               | 2                |
| 2000             | 福岡             | 6                | J1               | 13               | 0                | 3                | 0                 | 1                | 0                | 17               | 0                |
| 2001             | 福岡             | 6                | J1               | 20               | 0                | 3                | 0                 | 1                | 0                | 24               | 0                |
| 2002             | 福岡             | 6                | J2               | 43               | 5                | -                | -                 | 4                | 0                | 47               | 5                |
| 2003             | 福岡             | 6                | J2               | 34               | 2                | -                | -                 | 2                | 0                | 36               | 2                |
| 2004             | 福岡             | 6                | J2               | 17               | 1                | -                | -                 | 0                | 0                | 17               | 1                |
| 通算             | 日本             | 日本             | J1               | 109              | 2                | 16               | 0                 | 8                | 3                | 133              | 5                |
| 通算             | 日本             | 日本             | J2               | 94               | 8                | -                | -                 | 6                | 0                | 100              | 8                |
| 通算             | 日本             | 日本             | JSL2部           | 1                | 0                | 0                | 0\|\|\|\|\|\|\|\| |                  |                  |                  |                  |
| 通算             | 日本             | 日本             | 旧JFL            | 0                | 0                | -                | -                 | 2                | 0                | 2                | 0                |
| 総通算           | 総通算           | 総通算           | 総通算           | 204              | 10               | 16               | 0\|\|\|\|\|\|\|\| |                  |                  |                  |                  |

- Jリーグ初出場：1996年3月16日 対ジュビロ磐田戦 (磐田)[1]
- Jリーグ(J1)初得点：1999年5月22日 対浦和レッドダイヤモンズ戦 (駒場)[1]
- JSL（2部）初出場：1991年2月17日 対新日鐵戦 (甲府市緑ヶ丘スポーツ公園陸上競技場)

## 指導歴
- 2005年 - 2011年8月 アビスパ福岡
  - 2005年 ホームタウン推進部コーチ
  - 2006年1月 - 同年7月 U-18 コーチ
  - 2006年7月 - 同年12月 トップチーム コーチ 兼 サテライトコーチ[8][9]
  - 2007年 U-15 コーチ
  - 2008年 トップチーム コーチ
  - 2008年7月 - 2011年8月 トップチーム 監督
- 2012年 - 2017年9月 FC東京
  - 2012年 - 2016年7月 トップチーム コーチ
  - 2016年7月 - 2017年9月 トップチーム 監督
- 2018年 - 2022年 清水エスパルス
  - 2018年 - 2019年5月 トップチーム コーチ
  - 2019年5月 - 同年12月 トップチーム 監督
  - 2020年 - 2021年 トップチーム コーチ
  - 2022年 -  同年6月 トップチーム ヘッドコーチ
  - 2022年6月 - 同年11月 トップチーム コーチ
- 2023年 - 2024年6月 ヴァンフォーレ甲府 トップチーム 監督

## 監督成績
| 年度   | クラブ | 所属   | リーグ戦 | リーグ戦 | リーグ戦 | リーグ戦 | リーグ戦 | リーグ戦 | カップ戦  | カップ戦 |
| 年度   | クラブ | 所属   | 順位     | 勝点     | 試合     | 勝       | 分       | 敗       | Jリーグ杯 | 天皇杯   |
| ------ | ------ | ------ | -------- | -------- | -------- | -------- | -------- | -------- | --------- | -------- |
| 2008   | 福岡   | J2     | 8位      | 29       | 18       | 7        | 8        | 3        | -         | 3回戦    |
| 2009   | 福岡   | J2     | 11位     | 65       | 51       | 17       | 14       | 20       | -         | 3回戦    |
| 2010   | 福岡   | J2     | 3位      | 69       | 36       | 21       | 6        | 9        | -         | 準々決勝 |
| 2011   | 福岡   | J1     | 18位     | 8        | 19       | 2        | 2        | 15       | 1回戦     | -        |
| 2016   | FC東京 | J1     | 9位      | 26       | 12       | 8        | 2        | 2        | ベスト4   | ベスト8  |
| 2017   | FC東京 | J1     | 10位     | 33       | 25       | 9        | 6        | 10       | 準々決勝  | 2回戦    |
| 2019   | 清水   | J1     | 12位     | 39       | 23       | 9        | 4        | 10       | 予選敗退  | ベスト4  |
| 2023   | 甲府   | J2     | 8位      | 64       | 42       | 18       | 10       | 14       | -         | 4回戦    |
| 2024   | 甲府   | J2     | 14位     | 25       | 22       | 6        | 7        | 9        | -         |          |
| 通算   | 日本   | J1     | -        | -        | 56       | 19       | 10       | 27       | -         | -        |
| 通算   | 日本   | J2     | -        | -        | 147      | 63       | 38       | 46       | -         | -        |
| 総通算 | 総通算 | 総通算 | -        | -        | 203      | 82       | 48       | 73       | -         | -        |

- 2008年は7月に就任（順位は最終順位）。
- 2011年は8月に解任（順位は解任時順位）。
- 2016年は7月に就任（順位は最終順位）。
- 2017年は9月に退任（順位は解任時順位）。
- 2019年は5月に就任。
- 2024年は7月に解任(順位は解任時順位)。